# بوكر (تكساس)
بوكر (بالإنجليزية: Booker town, Texas)‏ هي بلدة تقع بولاية تكساس في الولايات المتحدة. تبلغ مساحتها 2.73 كم2، وترتفع عن سطح البحر 863 م، بلغ عدد سكانها 1,516 نسمة في عام 2010 حسب إحصاء مكتب تعداد الولايات المتحدة وتصل الكثافة السكانية فيها 555.3 نسمة لكل كيلومتر مربع (1,438.2/ميل2).

## التركيبة السكانية
حدّد مكتب تعداد الولايات المتحدة بيانات التركيبة السكانية لبوكر في تعداد الولايات المتحدة. في ما يلي، التركيبة السكانية حسب تعدادي 2000 و2010.

### تعداد عام 2000
بلغ عدد سكان بوكر 1,315 نسمة بحسب تعداد عام 2000، وبلغ عدد الأسر 455 أسرة وعدد العائلات 342 عائلة مقيمة في البلدة. في حين سجلت الكثافة السكانية 481.7 نسمة لكل كيلومتر مربع (1,247.6/ميل2). وبلغ عدد الوحدات السكنية 541 وحدة بمتوسط كثافة قدره 198.2 لكل كيلومتر مربع (513.3/ميل2).
وتوزع التركيب العرقي للبلدة بنسبة 71.48% من البيض و0.46% من الأمريكيين الأفارقة و0.76% من الأمريكيين الأصليين و0.15% من الأمريكيين ذوي الأصول الآسيوية و24.56% من الأعراق الأخرى و2.59% من عرقين مختلطين أو أكثر و38.71% من الهسبانيون أو اللاتينيون من أي عرق.
بلغ عدد الأسر 455 أسرة كانت نسبة 45.7% منها لديها أطفال تحت سن الثامنة عشر تعيش معهم، وبلغت نسبة الأزواج القاطنين مع بعضهم البعض 63.7% من أصل المجموع الكلي للأسر، ونسبة 8.4% من الأسر كان لديها معيلات من الإناث دون وجود شريك، بينما كانت نسبة 3.1% من الأسر لديها معيلون من الذكور دون وجود شريكة وكانت نسبة 24.8% من غير العائلات. تألفت نسبة 23.1% من أصل جميع الأسر من عدة أفراد يعيشون في نفس المنزل ونسبة 11% كانت تتألف من شخص يعيش بمفرده يبلغ من العمر 65 عاماً أو أكثر. وبلغ متوسط حجم الأسرة المعيشية 2.79، أما متوسط حجم العائلات فبلغ 3.29.
بلغ العمر الوسطي للسكان 33.4 عاماً. وكانت نسبة 31.6% من القاطنين تحت سن الثامنة عشر، وكانت نسبة 8.2% بين الثامنة عشر والرابعة والعشرين عاماً، ونسبة 28.7% كانت واقعةً في الفئة العمرية ما بين الخامسة والعشرين والرابعة والأربعين عاماً، ونسبة 16.8% كانت ما بين الخامسة والأربعين والرابعة والستين، ونسبة 11.2% كانت ضمن فئة الخامسة والستين عاماً فما فوق. يوجد لكل 100 أنثى 97.5 ذكر، ويوجد لكل 100 أنثى في الثامنة عشر من عمرها فما فوق 95.0 ذكر.
بلغ متوسط دخل الأسرة في البلدة 31,696 دولارًا، أما متوسط دخل العائلة فبلغ 39,904 دولارًا. وكان متوسط دخل الذكور 28,125 دولارًا مقابل 20,677 دولارًا للإناث. وسجل دخل الفرد الخاص بالبلدة 13,620 دولارًا. وكانت نسبة 15.8% من العائلات ونسبة 20.5% من السكان تحت خط الفقر، وكان من هؤلاء نسبة 28.5% تحت سن الثامنة عشر ونسبة 8.3% في الخامسة والستين من العمر وما فوق.

### تعداد عام 2010
بلغ عدد سكان بوكر 1,516 نسمة بحسب تعداد عام 2010، وبلغ عدد الأسر 498 أسرة وعدد العائلات 380 عائلة مقيمة في البلدة. في حين سجلت الكثافة السكانية 555.3 نسمة لكل كيلومتر مربع (1,438.2/ميل2). وبلغ عدد الوحدات السكنية 542 وحدة بمتوسط كثافة قدره 198.5 لكل كيلومتر مربع (514.1/ميل2).
وتوزع التركيب العرقي للبلدة بنسبة 78.23% من البيض و1.12% من الأمريكيين الأفارقة و1.32% من الأمريكيين الأصليين و0.20% من الأمريكيين ذوي الأصول الآسيوية و15.96% من الأعراق الأخرى و3.17% من عرقين مختلطين أو أكثر و52.64% من الهسبانيون أو اللاتينيون من أي عرق.
بلغ عدد الأسر 498 أسرة كانت نسبة 49.6% منها لديها أطفال تحت سن الثامنة عشر تعيش معهم، وبلغت نسبة الأزواج القاطنين مع بعضهم البعض 59% من أصل المجموع الكلي للأسر، ونسبة 10.6% من الأسر كان لديها معيلات من الإناث دون وجود شريك، بينما كانت نسبة 6.6% من الأسر لديها معيلون من الذكور دون وجود شريكة وكانت نسبة 23.7% من غير العائلات. تألفت نسبة 21.3% من أصل جميع الأسر من عدة أفراد يعيشون في نفس المنزل ونسبة 9.4% كانت تتألف من شخص يعيش بمفرده يبلغ من العمر 65 عاماً أو أكثر. وبلغ متوسط حجم الأسرة المعيشية 2.98، أما متوسط حجم العائلات فبلغ 3.38.
بلغ العمر الوسطي للسكان 29.6 عاماً. وكانت نسبة 32.4% من القاطنين تحت سن الثامنة عشر، وكانت نسبة 10.7% بين الثامنة عشر والرابعة والعشرين عاماً، ونسبة 27% كانت واقعةً في الفئة العمرية ما بين الخامسة والعشرين والرابعة والأربعين عاماً، ونسبة 20.6% كانت ما بين الخامسة والأربعين والرابعة والستين، ونسبة 9.4% كانت ضمن فئة الخامسة والستين عاماً فما فوق. وتوزع التركيب الجنسي للسكان بنسبة 50.1% ذكور و49.9% إناث.